# 孟菲斯 (佛羅里達州)
孟菲斯（英語：Memphis）是位於美國佛羅里達州馬納提縣的一個人口普查指定地區。

## 地理
孟菲斯的座標為27°32′33″N 82°33′47″W / 27.54250°N 82.56306°W，而該地最高點為海拔高度6米（即20英尺）。

## 人口
根據2010年美國人口普查的數據，孟菲斯的面積為8.20平方千米，當中陸地面積為8.20平方千米，而水域面積為0.00平方千米。當地共有人口7848人，而人口密度為每平方千米957人。